# Jesús Garay
Jesús Garay Vecino (* 10. September 1930 in Bilbao; † 10. Februar 1995 ebenda) war ein spanischer Fußballspieler.

## Vereinskarriere
In der Jugend spielte Garay, der im nordspanischen Bilbao geboren wurde, zunächst bei einem Verein in Santutxu (1945–1946), dann bei einem Verein aus Begoña (1946–1949). 1949, im Jahr vor der ersten Weltmeisterschaft nach dem Zweiten Weltkrieg, wurde Garay vom nordspanischen Club SD Erandio Club verpflichtet. Nach diesem einen Jahr im Baskenland ging es für ihn weiter zu Athletic Bilbao, seinerzeit einer der Renommierclubs Spaniens. Dort blieb Garay zehn Jahre bis 1960. In einer Mannschaft um Zarra, Agustín Gaínza, José Luis Panizo und Rafael Iriondo kam Garay in der Primera División zu 236 Spielen (7 Tore).
Danach wurde er für eine Ablösesumme von 5,5 Mio. Peseten vom FC Barcelona verpflichtet. Athletic nutzte den Transfererlös, um den Bau der Nordtribüne des San Mamés zu finanzieren, welche seitdem im Volksmund auch „Tribuna Garay“ genannt wird. Bei der Starmannschaft aus Katalonien blieb er bis ins Jahr 1965, wo er zum FC Málaga wechselte. Dort beendete Garay auch 1966 seine Karriere.

## Nationalmannschaftskarriere
Jesús Garay lief in seiner Karriere 29-mal für Spanien auf. In seiner Länderspielzeit zwischen 1953 und 1962 erzielte er beim 5:1 gegen die Niederlande im Estadio Santiago Bernabéu von Madrid 1957 sein einziges Tor. Mit der spanischen Fußballnationalmannschaft nahm Garay an der Fußball-Weltmeisterschaft 1962 in Chile teil. Dort schied das spanische Team jedoch bereits in der Vorrunde aus.